# 3-etil-2,2,3-trimetilpentano
El 3-etil-2,2,3-trimetilpentano es un alcano de cadena ramificada con fórmula molecular C10H22.